# センセーション!
『センセーション!』は宝塚歌劇団の舞台作品。雪組公演。
併演作品は『丘の上のジョニー』。

## 解説
※『宝塚歌劇100年史（舞台編）』の宝塚大劇場公演のページを参照
人間の誕生から、映画や音楽、そしてファッションショー等、この世のセンセーショナルなものを取り上げて構成されたショー作品。

## 公演期間と公演場所
- 1978年6月30日 - 8月8日[2]　宝塚大劇場
- 1978年11月2日 - 11月27日[3]　東京宝塚劇場

## 宝塚大劇場公演のデータ
形式名は「ミュージカル・アドベンチャー」。24場。

### スタッフ
- 作・演出：岡田敬二[2]
- 作曲[4]・編曲[4]：吉崎憲治、前田憲男、中川昌、高橋城
- 編曲・音楽指揮：橋本和明[4]
- 振付[4]：岡正躬、羽山紀代美、山田卓、中川久美
- 装置：大橋泰弘[4]
- 衣装：任田幾英[4]
- 照明：今井直次[5]
- 音響：松永浩志[5]
- 小道具：万波一重[5]
- 効果：川ノ上智洋[5]
- 合唱指導：橋本和明[5]
- 演出助手[5]：村上信夫、小池修一郎
- 制作：橋本雅夫[5]
- ヘア・デザイン：和田好弘[5]